# کوکر گلوزرد
 کوکر گلوزرد (نام علمی: Pterocles gutturalis) نام یک گونه از سرده کوکر است.